# Condé-lès-Herpy

Condé-lès-Herpy este o comună în departamentul Ardennes din nordul Franței. În 1 ianuarie 2022 avea o populație de 219 de locuitori.